# 自家治癒
自家治癒(英: self cure)とはすでに成虫が寄生している動物に新たに幼虫の感染があると、すでに寄生している成虫が幼虫の感染により生じた宿主の免疫反応によって排除される現象。セルフ・キュアとも呼ばれる。新しく感染した幼虫は発育する。羊の捻転胃虫で初めて知られた現象であり、その他、毛様線虫、鶏回虫、牛肺虫でも生じると考えられている。